# Стендер, Владимир Вильгельмович
Владимир Вильгельмович Стендер (24 июля 1897, Владикавказ, Терская область, Российская империя — 1969, Днепропетровск, Украинская ССР, СССР) — инженер-металлург, специалист в области электрометаллургии и электрохимии водных растворов, доктор технических наук, профессор, заведующий кафедрами электрометаллургии нескольких отечественных вузов, член Американского электрохимического общества (с 1927 года), Член-корреспондент Академии Наук Казахской ССР. автор сотен научных работ и фундаментальных учебников по электрохимии.

## Биография
Родился 24 июля 1897 года в городе Владикавказе, Терской области в семье офицера пехотного полка, потомственного дворянина. Мать — правнучка знаменитого русского астронома, основателя Пулковской обсерватории Василия Яковлевича Струве. Окончил с медалью реформатское училище в Петрограде. С 1915 года студент металлургического отделения Петроградского политехнического института. Участник Первой мировой войны. В 1917 году за разгром немецкой артиллерийской батареи В. В. Стендер награжден солдатским Георгиевским крестом 4-й степени.
После окончания войны Владимир Стандер восстановился в ППИ и одновременно начал работать в Государственном рентгенологическом и радиологическом институте под руководством А. Ф. Иоффе. В 1921 году окончил химический факультет Петроградского политехнического института и оставлен в вузе в должности научного сотрудника по кафедре технической электрохимии. Был направлен на годичную стажировку в Германию в Берлинский университет, где прослушал курс лекций Макса Планка и Альберта Эйнштейна. По возвращении на родину с 1923 года по декабрь 1927 года работал на заводе «Красный Выборжец» сначала помощником начальника электролизного цеха, а потом и начальником цеха, в то же время был научным сотрудником ЛПИ. В декабре 1927 года избран доцентом по кафедре электрохимии в Ленинградском электротехническом институте. В сентябре 1930 года при реорганизации высшей школы переведен в Ленинградский технологический институт, где с января 1935 года стал профессором и заведующим кафедрой электрохимии. В эти же годы Стендер руководил лабораторией в Государственном институте прикладной химии (ГИПХ). С 1927 года — член Американского электрохимического общества. В 1935 году опубликована монография профессора Стендера «Электрохимическое производство хлора и щелочей». На этом фундаментальном труде учились все электрохимики Советского Союза.
22.12.1937 года по обвинению в шпионаже профессор В. В. Стендер арестован и приговорен (ОСО НКВД СССР 2.07.1939 года по ст. 58-6) к ссылке в Казахстан на 5 лет.
Находясь в ссылке, профессор Стендер создал и возглавил первую в Казахстане кафедру электрометаллургии цветных металлов в Казахском горно-металлургическом институте в Алма-Ате и проработал в этой должности более десяти лет. В 1943 году В. В. Стендер организовал лабораторию электрохимии и электрометаллургии в Казахстанском филиале Академии наук СССР. В 1946 году Владимир Вильгельмович защитил диссертацию на соискание степени доктора технических наук на тему «Диафрагмы для электролиза водных растворов». В 1954 году профессор Стендер был избран Членом-корреспондентом Академии наук Казахской ССР.
После полной реабилитации в 1956 году и до конца жизни — В. В. Стендер заведующий кафедрой технологии электрохимических производств в химико-технологическом институте г. Днепропетровска.

## Память
Мемориальная доска на здании УГХТУ в Днепропетровске.